# Skopivka, Colomeea
Skopivka (în ucraineană Скопівка) este un sat în comuna Lisnîi Hlibîciîn din raionul Colomeea, regiunea Ivano-Frankivsk, Ucraina.

## Demografie
Componența lingvistică a localității Skopivka
     Ucraineană (99,11%)
     Alte limbi (0,44%)
Conform recensământului din 2001, majoritatea populației localității Skopivka era vorbitoare de ucraineană (99,11%), existând în minoritate și vorbitori de alte limbi.